# Bryocella
Bryocella es un género de bacterias gramnegativas de la familia Acidobacteriaceae. Actualmente contiene una sola especie: Bryocella elongata. Fue descrito en el año 2012. Su etimología hace referencia bacteria asociada al musgo. El nombre de la especie hace referencia a forma alongada. Es aerobia e inmóvil. Catalasa positiva y oxidasa negativa. Tiene un tamaño de 0,7-1 μm de ancho por 1,7-4 μm de largo. Forma colonias de color rosa claro. Temperatura de crecimiento entre 6-32 °C, óptima de 20-24 °C. Es sensible a kanamicina, lincomicina y novobiocina. Resistente a los antibióticos: ampicilina, gentamicina, estreptomicina, neomicina y cloranfenicol. Tiene un contenido de G+C de 60,7%. Se ha aislado de un cultivo metanotrófico obtenido del musgo Sphagnum en la región de Archangelsk, Rusia. 